# Jane Wilde (actriz pornográfica)
Jane Wilde (Nueva York, 23 de septiembre de 1998) es una actriz pornográfica y modelo erótica estadounidense.

## Biografía
Nació y creció en Nueva York. Comenzó trabajando en diversos empleos en el comercio minorista antes de cumplir la mayoría de edad. Cuando cumplió los 18 años, después de terminar el instituto, comenzó a realizar diversos shows privados como modelo de cámara web. En diciembre de 2017, decidió internarse en la industria pornográfica y viajó a Florida, donde filmó su primeras escena como actriz con Reality Kings.
Hizo su debut como actriz pornográfica a finales de 2017, debutando a los 19 años. Posteriormente, viajó a Los Ángeles para realizar más escenas. En la ciudad californiana conoció a la estrella Alina Lopez, actriz pornográfica que también había debutado recientemente, quien la presentó a Mark Splieger, quien la aceptó para firmar con su compañía de talentos, Splieger Girls.
Como actriz ha trabajado para estudios como Jules Jordan Video, Blacked, Girlsway, Devil's Film, Wicked Pictures, Hard X, Evil Angel, Pure Taboo, Burning Angel, Girlfriends Films, Tushy, Kink.com, Mofos, Zero Tolerance o Bangbros, entre otros.
En 2019 recibió sendas nominaciones en los Premios AVN y XBIZ a Mejor actriz revelación y a la Mejor escena de sexo en realidad virtual por la cinta VRB World Cup 2018. Obtuvo, así mismo, una nominación en los AVN a la Mejor escena de sexo lésbico en grupo por Duplicity, junto a Alina Lopez y Kristen Scott.
Ha grabado más de 840 películas como actriz.
Algunas películas suyas son Anal Casting, Anne, Devious Step Sisters 2, Girls Gone Pink 4, Hookup Hotshot Hardcore Internet Dating, Smashing Teen Pussy 3, Three Cheers For Black Cock 3 o True Anal Addiction 2.

## Premios y nominaciones
| Año  | Ceremonia    | Resultado | Premio                                               | Trabajo                                                                  |
| ---- | ------------ | --------- | ---------------------------------------------------- | ------------------------------------------------------------------------ |
| 2019 | Premios AVN  | Nominada  | Mejor actriz revelación                              | —                                                                        |
| 2019 | Premios AVN  | Nominada  | Mejor escena de sexo lésbico en grupo                | Duplicity                                                                |
| 2019 | Premios AVN  | Nominada  | Mejor escena de sexo en realidad virtual             | VRB World Cup 2018                                                       |
| 2019 | Premios AVN  | Nominada  | Premio fan: Debutante más caliente                   | —                                                                        |
| 2019 | Premios XBIZ | Nominada  | Mejor actriz revelación                              | —                                                                        |
| 2019 | Premios XBIZ | Nominada  | Mejor escena de sexo en realidad virtual             | VRB World Cup 2018                                                       |
| 2020 | Premios AVN  | Nominada  | Artista femenina del año                             | —                                                                        |
| 2020 | Premios AVN  | Nominada  | Mejor actriz de reparto                              | Better Things to Do                                                      |
| 2020 | Premios AVN  | Nominada  | Mejor escena de sexo anal                            | Slut Puppies 14                                                          |
| 2020 | Premios AVN  | Nominada  | Mejor escena de sexo en grupo                        | 3 Cheers for Satan                                                       |
| 2020 | Premios AVN  | Nominada  | Mejor escena de sexo lésbico                         | Lesbian Encounters                                                       |
| 2020 | Premios XBIZ | Nominada  | Artista femenina del año                             | —                                                                        |
| 2020 | Premios XBIZ | Nominada  | Mejor actriz en película parodia                     | 3 Cheers for Satan                                                       |
| 2020 | Premios XBIZ | Nominada  | Mejor escena de sexo en película gonzo               | Lady Gonzo                                                               |
| 2020 | Premios XBIZ | Nominada  | Mejor escena de sexo en película gonzo               | Slut Puppies 14                                                          |
| 2020 | Premios XBIZ | Ganadora  | Mejor escena de sexo en película parodia             | 3 Cheers for Satan                                                       |
| 2020 | Premios XBIZ | Ganadora  | Mejor escena de sexo en película vignette            | Disciples of Desire: Bad Cop - Bad City                                  |
| 2021 | Premios AVN  | Nominada  | Artista femenina del año                             | —                                                                        |
| 2021 | Premios AVN  | Nominada  | Mejor escena de blowbang                             | Jane's Anal Addiction                                                    |
| 2021 | Premios AVN  | Nominada  | Mejor escena de doble penetración                    | Jane's Anal Addiction                                                    |
| 2021 | Premios AVN  | Ganadora  | Mejor escena de sexo anal                            | Rocco's Back to America for More Adventures                              |
| 2021 | Premios AVN  | Nominada  | Mejor escena de sexo chico/chica                     | Cutting the Cord: A Jane Wilde Story                                     |
| 2021 | Premios AVN  | Ganadora  | Mejor escena de sexo en grupo                        | Climax                                                                   |
| 2021 | Premios AVN  | Nominada  | Mejor escena de sexo lésbico en grupo                | Girlcore: The Compete Second Season                                      |
| 2021 | Premios AVN  | Nominada  | Mejor escena POV de sexo                             | Dirty Talk 8                                                             |
| 2021 | Premios AVN  | Nominada  | Mejor escena de trío H-M-H                           | Anal Angels 4                                                            |
| 2021 | Premios XBIZ | Nominada  | Artista femenina del año                             | —                                                                        |
| 2021 | Premios XBIZ | Nominada  | Mejor escena de sexo en película gonzo               | Oil For Days                                                             |
| 2021 | Premios XBIZ | Ganadora  | Mejor escena de sexo en película gonzo               | Rocco's Back to America for More Adventures                              |
| 2021 | Premios XBIZ | Nominada  | Mejor escena de sexo en película lésbica             | The Oral Experiment                                                      |
| 2021 | Premios XBIZ | Nominada  | Mejor escena de sexo en película de temática erótica | Climax                                                                   |
| 2021 | Premios XBIZ | Nominada  | Mejor escena de sexo en película de temática erótica | It's Complicated                                                         |
| 2022 | Premios AVN  | Nominada  | Artista femenina del año                             | —                                                                        |
| 2022 | Premios AVN  | Nominada  | Mejor actriz                                         | Succubus                                                                 |
| 2022 | Premios AVN  | Nominada  | Mejor actuación solo / tease                         | Jane Wilde Is AGAPE                                                      |
| 2022 | Premios AVN  | Nominada  | Mejor escena de doble penetración                    | DP Me 12                                                                 |
| 2022 | Premios AVN  | Nominada  | Mejor escena de sexo anal                            | Performers of the Year 2020                                              |
| 2022 | Premios AVN  | Nominada  | Mejor escena de sexo lésbico                         | Girls Lovin’ Girls 2                                                     |
| 2022 | Premios AVN  | Ganadora  | Mejor escena de sexo transexual en grupo             | Succubus                                                                 |
| 2022 | Premios XBIZ | Nominada  | Artista femenina del año                             | —                                                                        |
| 2022 | Premios XBIZ | Nominada  | Mejor escena de sexo en película gonzo               | Anal Stars 3                                                             |
| 2022 | Premios XBIZ | Nominada  | Mejor escena de sexo en película performance         | Jane Wilde Is AGAPE                                                      |
| 2022 | Premios XBIZ | Nominada  | Mejor escena de sexo en película de temática erótica | Jane Wilde Is AGAPE                                                      |
| 2023 | Premios AVN  | Nominada  | Artista femenina del año                             | —                                                                        |
| 2023 | Premios AVN  | Nominada  | Mejor actriz                                         | Stars                                                                    |
| 2023 | Premios AVN  | Nominada  | Mejor actriz en mediometraje                         | One Last Kiss                                                            |
| 2023 | Premios AVN  | Nominada  | Mejor escena de doble penetración                    | A Missa Xmas Part 3                                                      |
| 2023 | Premios AVN  | Nominada  | Mejor escena escandalosa de sexo                     | Jane + London: Schoolgirl Detention! (or "Anal Fruit Salad for Teacher") |
| 2023 | Premios AVN  | Nominada  | Mejor escena de sexo lésbico en grupo                | She Needs I.T. Bad                                                       |
| 2023 | Premios AVN  | Nominada  | Mejor escena de sexo con transexual                  | Muses: Khloe Kay                                                         |
| 2023 | Premios AVN  | Nominada  | Mejor guion en película                              | Stars                                                                    |
| 2023 | Premios XBIZ | Nominada  | Artista femenina del año                             | —                                                                        |
| 2023 | Premios XBIZ | Ganadora  | Mejor actuación protagonista                         | Stars                                                                    |
| 2023 | Premios XBIZ | Nominada  | Mejor actuación de reparto                           | One Last Kiss                                                            |
| 2023 | Premios XBIZ | Nominada  | Mejor escena de sexo en película gonzo               | Performers of the Year 2022                                              |
| 2023 | Premios XBIZ | Nominada  | Mejor escena de sexo en película lésbica             | True Lesbian: Bad Reputation                                             |
| 2023 | Premios XBIZ | Nominada  | Mejor escena de sexo en película lésbica             | True Lesbian: Kindred Spirits                                            |
| 2023 | Premios XBIZ | Nominada  | Mejor escena de sexo en película protagonista        | Deranged                                                                 |
| 2023 | Premios XBIZ | Nominada  | Mejor escena de sexo en película protagonista        | Stars                                                                    |
| 2023 | Premios XBIZ | Nominada  | Mejor escena de sexo transexual                      | Muses: Khloe Kay                                                         |
| 2023 | Premios XBIZ | Nominada  | Mejor guion                                          | Stars                                                                    |
| 2024 | Premios AVN  | Nominada  | Aparición mainstream del año                         | —                                                                        |
| 2024 | Premios AVN  | Nominada  | Mejor actriz de reparto                              | Trouble                                                                  |
| 2024 | Premios AVN  | Nominada  | Mejor escena de doble penetración                    | Double Anal Angels                                                       |
| 2024 | Premios AVN  | Nominada  | Mejor escena de sexo anal                            | Jane’s Wild for Anal                                                     |
| 2024 | Premios AVN  | Ganadora  | Mejor escena de trío                                 | Three V3                                                                 |
| 2024 | Premios XBIZ | Nominada  | Artista femenina del año                             | —                                                                        |
| 2024 | Premios XBIZ | Nominada  | Mejor actuación protagonista                         | Office Ms. Conduct                                                       |
| 2024 | Premios XBIZ | Nominada  | Mejor actuación de reparto                           | Trouble                                                                  |
| 2024 | Premios XBIZ | Nominada  | Mejor escena de sexo en película gonzo               | Double Anal Angels                                                       |
| 2024 | Premios XBIZ | Nominada  | Mejor escena de sexo en película lésbica             | Trouble                                                                  |
| 2024 | Premios XBIZ | Nominada  | Mejor escena de sexo transexual                      | Girls Will Be Girls                                                      |
| 2024 | Premios XBIZ | Nominada  | Mejor escena de sexo transexual                      | Office Ms. Conduct                                                       |
| 2025 | Premios XMA  | Nominada  | Mejor escena de sexo en orgía o grupal               | Experimenting at Home                                                    |
| 2025 | Premios XMA  | Ganadora  | Mejor escena de sexo en película lésbica             | Come Out to Play: An All-Girls Warriors Parody                           |